# Sainte-Geneviève-des-Bois (Essonne)
Sainte-Geneviève-des-Bois település Franciaországban, Essonne megyében. Lakosainak száma 35 714 fő (2022. január 1.). Sainte-Geneviève-des-Bois Villemoisson-sur-Orge, Le Plessis-Pâté, Saint-Michel-sur-Orge, Épinay-sur-Orge, Fleury-Mérogis, Longpont-sur-Orge, Morsang-sur-Orge és Villiers-sur-Orge községekkel határos.

## Népesség
A település népessége az elmúlt években az alábbi módon változott:
| Lakosok száma | 35 868 | 35 857 | 36 219 | 36 207 | 36 015 | 35 830 | 35 879 | 35 846 | 35 714 |
|               | 2013   | 2015   | 2016   | 2017   | 2018   | 2019   | 2020   | 2021   | 2022   |